# Liste des chevaliers de l'ordre espagnol de la Toison d'or

Le collier de l’ordre de la Toison d’or

L'ordre de la Toison d'or est un ordre de chevalerie séculier fondé en janvier 1430 par Philippe le Bon à Bruges lors des festivités données à l'occasion de son mariage avec sa troisième épouse, Isabelle de Portugal (1397-1471), fille de Jean Ier de Portugal.
L'ordre espagnol de la Toison d'or prend la suite de l'ordre habsbourgeois de la Toison d'or en 1700.

## Sous Philippe V d'Espagne
Philippe V (1683-1746), roi d'Espagne, premier chef et souverain de la maison de Bourbon.

### Chevaliers nommés en 1701 par Philippe V
- 619. Philippe V (1682-1746), roi d'Espagne.
- 620. Charles Louis de Bourbon (1686-1714), duc de Berry.
- 621. Philippe Ier (1640-1701), duc d'Orléans.
- 622. Paul de Beauvilliers (1648-1714), duc de Saint-Aignan.
- 623. Philippe II (1674-1723), duc d'Orléans, régent de France.
- 624. Charles Albert (1697-1745), duc électeur de Bavière, puis empereur germanique (Charles VII).

### Chevaliers nommés en 1702 par Philippe V
- 625. Adrien Maurice (1678-1766), duc de Noailles.
- 626. Alberto Octavio (1646-1715), comte puis prince t'Serclaes de Tilly.
- 627. ?
- 628. ?
- 629. Antonio Boncompagni-Ludovisi (it) Ruffo (1658-1731), 5e duc de Sora, prince de Piombino.
- 630. Giangirolamo Acquaviva d'Aragona (1663-1709), 15e duc d'Atri.
- 631. Louis François d'Harcourt (1677-1714), comte de Beuvron.
- 632. Louis III Joseph de Vendôme (1654-1712), comte de Vendôme.

### Chevaliers nommés en 1703 par Philippe V
- 633. Jean-François Bette (1667-1725), marquis de Lede.
- 634. Louis François (1644-1711), duc de Boufflers.

### Chevaliers nommés en 1704 par Philippe V

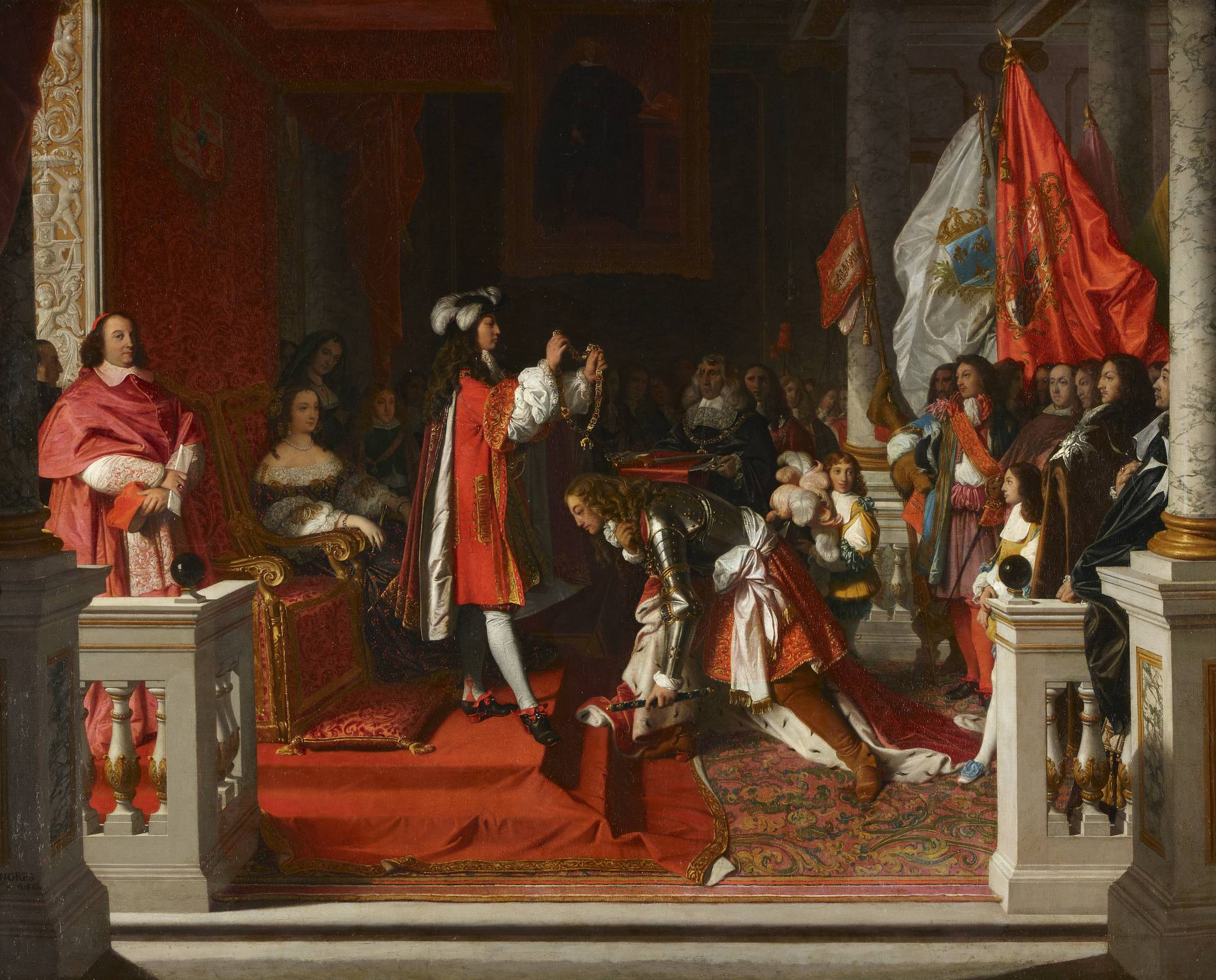
Philippe V recevant le duc de Berwick dans l'Ordre. Jean Auguste Dominique Ingres.

- 635. Louis Alexandre de Bourbon (1678-1737), comte de Toulouse.
- 636. Jacques Fitz-James Stuart (1670-1734), 1er duc de Berwick et duc de Liria et Jérica (es).

### Chevaliers nommés en 1705 par Philippe V
- 637. Jean Frédéric[1],[2] (1645-1716), comte d'Autel.
- 638. Antoine IV Charles (1640-1720), duc de Gramont, prince de Bidache, comte de Guiche.

### Chevaliers nommés en 1706 par Philippe V
- 639. Procope François (1664-1707), comte d'Egmont, prince de Gavre, fils aîné de Philippe II d'Egmond (no 482).
- 640. Maximilien Gaëtan (1670-1752), comte de Maison de Toerring Seefeld.
- 641. Alphons Franz Dominikus (1679-1720), prince de Berghes[3], fils de Philipp Franz, prince de Berghes (no 570).
- 642. Victor Marie (1660-1737), 5e duc d'Estrées.

### Chevaliers nommés en 1707 par Philippe V
- 643. Charles-Antoine-Joseph de Croÿ (1683-1710), duc de Croÿ-Havré, fils de Ferdinand Joseph (no 483).
- 644. Francisco Fernández de la Cueva y de la Cueva (1666-1733), 10e duc d'Alburquerque.
- 645. Francesco Pio de Savoya (en) (1672-1723), duc de Nocera, 6e marquis de Castel-Rodrigo.
- 646. Alexandre Maître (1650-1715), marquis de Bay.

### Chevalier nommé en 1708 par Philippe V
- 647. François II Léopold (1676-1735), prince Rákóczi, prince de Transylvanie.

### Chevaliers nommés en 1709 par Philippe V
- 648. Victor Amédée Ferrero Fieschi[4] (1687-1743), prince de Masserano.
- 649. Marcello de Ceva Grimaldi[5] (?-?).
- 650. Jacques Antoine de Bauffremont[6],[7] (1682-1710), marquis de Listenois, petit-fils de Charles Louis de Bauffremont (no 478).
- 651. Michel Joseph de Bournonville (1672-1752), duc de Bournonville.
- 652. Giosia IV Acquaviva d'Aragona[8] (1680-1710), 16e duc d'Atri.

### Chevaliers nommés en 1710 par Philippe V
- 653. Jacques Bazin (1645-1733), comte de Bezons.
- 654. Dominique Acquaviva d'Aragona[9] (1689-1745), 17e duc d'Atri.

### Chevaliers nommés en 1711 par Philippe V
- 655. Anne Auguste de Montmorency (1680-1745), prince de Robecq, petit-fils d'Eugène, 2e prince de Robecq (no 510).
- 656. Louis Bénigne[10],[11] (1684-1755), marquis de Bauffremont, prince de Listenois, frère de Jacques Antoine de Bauffremont (no 650).
- 657. Jean Louis (1669-1750), marquis d'Arpajon.

### Chevaliers nommés en 1712 par Philippe V
- 658. Jean Baptiste Ducasse (1646-1715).
- 659. Procope Charles Nicolas Augustin Pignatelli (1703-1743), comte d'Egmont, prince de Gavre, neveu de Procope François d'Egmond (voir Pignatelli).

### Chevaliers nommés en 1713 par Philippe V
- 660. Louis (1672-1750), marquis de Brancas, prince de Nissiros.
- 661. Louis Hector (1653-1734), marquis puis duc de Villars.
- 662. Cristóbal Gregorio Portocarero (1692-1763), 5e comte de Montijo.

### Chevaliers nommés en 1714 par Philippe V
- 663. Restaino Cantelmo-Stuart (1651-1723), 8e duc de Popoli, prince de Pettorano.
- 664. James Fitz-James Stuart (1696-1738), 2e duc de Berwick et duc de Liria et Jérica (es), fils de Jacques Fitz-James Stuart (1670-1734), 1er duc de Berwick (no 636).
- 665. Louis Pierre Maximilien de Béthune (1685-1761), duc de Sully.

### Chevaliers nommés en 1715 par Philippe V
- 666. Emmanuel-Ignace de Nassau-Siegen (1688-1735), prince de Nassau-Siegen, fils de Jean-François Desideratus de Nassau-Siegen.
- 667. Louis Henri d'Harcourt (1692-1716), comte puis marquis de Beuvron, neveu de Louis François d'Harcourt (1677-1714), comte de Beuvron (no 631).
- 668. Claude François Bidal (1667-1743), marquis d'Asfeld.

### Chevalier nommé en 1716 par Philippe V
- 669. Claude Abraham de Tubières de Grimoard de Pestel (en) de Lévis (d. 1759), duc de Caylus.

### Chevaliers nommés en 1717 par Philippe V
- 670. « Luis I Borbón » (1707-1724), prince des Asturies, ensuite roi d'Espagne (Louis Ier).
- 671. Lelio Carafa (d. 1762), marquis d'Arienzo.
- 672. Carlo Grillo (d. 1724).
- 673. Stefano Mari Centurioni (d. 1749), marquis de Mari.

### Chevaliers nommés en 1718 par Philippe V
- 674. Jean-Baptiste Louis Andrault (1677-1754), marquis de Maulévrier-Langeron.

### Chevaliers nommés en 1722 par Philippe V
- 675. Jacques Louis de Rouvroy (1675-1755), duc de Saint-Simon.
- 677. Philippe Charles (1685-1782), marquis de La Fare.

### Chevaliers nommés en 1723 par Philippe V
- 677. Ferdinand (1713-1759), infant puis roi d'Espagne (Ferdinand VI).
- 678. Charles (1716-1788), infant d'Espagne, duc de Parme, roi des Deux-Siciles (Charles VII), puis roi d'Espagne (Charles III).
- 679. Philippe Ier (1720-1765), infant d'Espagne, duc de Parme.

### Chevaliers nommés en 1724 par Philippe V
- 680. Nicolás Fernández de Córdoba y de la Cerda (1682-1739), 10e duc de Medinaceli, et de Feria (es).
- 681. Hyacinthe Boutin (1671-1736), marquis de Valouse.
- 682. Francesco Maria Pico (1688-1747), 3e duc de la Mirandole.
- 683. Mercurio Antonio López Pacheco y Benavides (es) (1679-1738), 9e duc d'Escalona, 9e marquis de Villena, comte de San Esteban de Gormaz.
- 684. Domingo Pérez de Guzmán el Bueno (en) (1691-1739), 13e duc de Medina-Sidonia.
- 685. Antonio Arduino (d. 1731).
- 686. Alfonso Fernandez Manrique de Lara (d. 1737), 1er duc d'Arco (en)[12].
- 687. José de Grimaldo (d. 1733), marquis de Grimaldo.
- 688. Álvaro Antonio de Bazán Benavides y Pimentel (d. 1737), 7e marquis de Santa Cruz de Mudela.
- 689. Aníbal Déodat (d. 1752), marquis Scotti, chevalier du Saint-Esprit (nommé le 2 juillet 1745, décédé sans être reçu).

## Sous LouisIerd'Espagne

### Chevaliers nommés en 1724 par LouisIer
Louis Ier (1707-1724), roi d'Espagne, second chef et souverain de la Maison de Bourbon d'Espagne.
- 690. Louis d'Orléans (1703-1752), duc d'Orléans.
- 691. Louis IV Henri de Bourbon-Condé (1692-1740), duc de Bourbon et d'Enghien.

## Philippe V, roi d'Espagne, second règne

### Chevalier nommé en 1724 par Philippe V
- 692. Jean Baptiste Fleuriau (1686-1732), comte de Morville, marquis d'Arménonville.

### Chevalier nommé en 1725 par Philippe V
- 693. René de Froulay (1650-1725), comte de Tessé.

### Chevalier nommé en 1727 par Philippe V
- 694. Francesco de Evoli[13] (d. 1758), duc de Castropignano.

### Chevalier nommé en 1728 par Philippe V
- 695. Rodrigo Anes de Sá Almeida e Meneses (pt) (d. 1733), 7e comte de Penaguião (pt), 3e marquis de Fontes (pt), 1er marquis d'Abrantes (pt).

### Chevaliers nommés en 1732 par Philippe V
- 696. José Carrillo de Albornoz (1671-1747), comte puis duc de Montemar (es).
- 697. José Patiño Rosales (1666-1737).

### Chevalier nommé en 1734 par Philippe V
- 698. Marie François Henri de Franquetot (1670-1759), comte puis duc de Coigny.

### Chevalier nommé en 1735 par Philippe V
- 699. Louis Antoine Jaime de Bourbon (1727-1785), infant d'Espagne, cardinal-archevêque de Tolède et de Séville, puis comte de Chinchón, fils du roi Philippe V.

### Chevaliers nommés en 1736 par Philippe V
- 700. Gaetano Boncompagni-Ludovisi[14], 6e duc de Sora, prince de Piombino (1706-1777).
- 701. Honoré Armand (1702-1770), duc de Villars, prince de Martigues, fils de Louis Hector, duc de Villars (no 661).

### Chevaliers nommés en 1737 par Philippe V
- 702. Ambrosio Spinola de la Cerda y Colonna (1696-1757), 5e marquis de los Balbases (es)[15], duc de Sesto (es).
- 703. Miguel Reggio Branciforte (?-?).
- 704. José de Armendáriz (es) (1665-1749), 1er marquis de Castelfuerte.

### Chevaliers nommés en 1738 par Philippe V
- 705. Pedro Cebrián y Agustín (1687-1752), comte de Fuenclara.
- 706. Jaime de Guzmán-Dávalos y Spínola (es) (1691-1767), 5e comte de Pezuela de las Torres, 2e marquis de la Mina (es).
- 707. Giuseppe Sforza Cesarini Savelli (1705-1744), duc Sforza Cesarini, comte de Chinchón, duc de Segni.
- 708. Nicola Sangro (1678-1750).
- 709. Louis Jean Marie de Bourbon (1725-1793), duc de Penthièvre.
- 710. Andrés López Pacheco (en) (1710-1746), 10e marquis de Villena, 10e duc d'Escalona.
- 711. Albert Casimir (1738-1822), prince de Saxe, duc de Teschen.

### Chevaliers nommés en 1739 par Philippe V
- 712. Louis XV (1710-1774), roi de France.
- 713. Louis (1729-1765), dauphin de France (fils de Louis XV).
- 714. Louis Pierre Engelbert (1674-1750), comte de La Marck.
- 716. Marino Francesco Carricolo (1714-1773), 7e prince d'Avelino, fils du 6e prince d'Avelino (de) (no 663 de l'ordre autrichien).

### Chevalier nommé en 1740 par Philippe V
- 717. Stanisław Wincenty (pl) (1692-1754), comte Jabłonowski (pl), palatin de Hongrie.

### Chevaliers nommés en 1742 par Philippe V
- 718. Maximilien III Joseph Léopold (1727-1777), duc et électeur de Bavière.
- 719. Charles Louis César Auguste Fouquet (1684-1761), duc de Belle-Isle, duc de Gisors.

### Chevalier nommé en 1743 par Philippe V
- 720. Melchior de Solis y Gante (?-1752), duc d'Astrico (es), marquis de Valladares (es).

### Chevaliers nommés en 1745 par Philippe V
- 721. Jean Thierry « Bonaventure » Dumont (1682-1753), comte de Gages.
- 722. Domenico Marzio Carafa (1672-1750), 9e duc de Maddaloni, prince de la Guardia.
- 723. Louis II de Brancas[16],[17],[18] (1714-1793), 5e duc de Villars, 2e duc de Lauraguais.

### Chevaliers nommés en 1746 par Philippe V
- 724. Fernando de Silva y Álvarez de Toledo (1714-1776), 12e duc d'Albe de Tormes et 10e duc de Huéscar (en).
- 725. Philippe de Noailles (1715-1794), duc de Mouchy, prince de Poix.

## Sous Ferdinand VI d'Espagne
Ferdinand VI (1713-1759), roi d'Espagne, troisième chef et souverain de la maison de Bourbon.

### Chevaliers nommés en 1746 par Ferdinand VI
- 726. Sebastián de Guzmán y Spínola (1683-1757), 5e marquis de Montealegre.
- 727. Francisco VI Fernández de la Cueva y de la Cerda (1692-1757), 11e duc d'Alburquerque.

### Chevalier nommé en 1747 par Ferdinand VI
- 728. Philippe-Antoine de Bourbon (1747-1777), duc de Calabre, prince de Naples (exclu de la succession pour débilité), fils du roi Charles VII (puis roi Charles III d'Espagne).

### Chevalier nommé en 1748 par Ferdinand VI
- 729. Luis Antonio Fernández de Córdoba y Spinola (1704-1768), 10e marquis de Priego (es), 11e duc de Medinaceli, duc de Feria (es).

### Chevaliers nommés en 1749 par Ferdinand VI
- 730. Charles Antoine (1748-1819), d'abord prince royal de Naples, puis infant d'Espagne, prince des Asturies, et enfin roi d'Espagne (Charles IV).
- 731. Clément-François de Bavière (1722-1770), duc de Bavière, comte palatin.

### Chevaliers nommés en 1750 par Ferdinand VI
- 732. Luca Spínola y Spínola (?-1750), comte de Sirvela, gouverneur et capitaine général d'Aragon (1722–1750).
- 733. Zenon de Somodevilla (1702-1781), marquis de la Ensenada.
- 734. Fadrique Álvarez de Toledo y Moncada (es) (1686-1753), 9e marquis de Villafranca del Bierzo (es), 9e marquis de los Vélez (es), duc de Fernandina et de Montalto (de), prince de Paternò.
- 735. José de Carvajal y Lancáster (1698-1754).
- 736. Joaquín Diego López de Zúñiga Sotomayor y Castro[19] (1715-1777), 12e duc de Béjar (es), marquis de Gibraleón (es), comte de Belalcázar (es).

### Chevaliers nommés en 1751 par Ferdinand VI
- 737. Ferdinand de Bourbon (1751-1802), infant d'Espagne, duc de Parme (Ferdinand Ier, 1765).
- 738. Ferdinand IV de Bourbon (1751-1825), infant d'Espagne, roi des Deux-Siciles (Ferdinand Ier), roi de Naples (Ferdinand IV).

### Chevaliers nommés en 1752 par Ferdinand VI
- 739. Gabriel-Antoine de Bourbon (1752-1788), infant d'Espagne, fils du roi Charles III.
- 740. Louis Philippe Ier (1725-1785), duc de Chartres, duc d'Orléans.
- 741. Victor Amédée Philippe Ferrero Fieschi prince de Masserano [20],[21] (1713-1777), prince de Masserano, fils du prince Vittorio Amedeo (no 648), gendre de Hercule Mériadec de Rohan-Guéméné, duc de Montbazon.
- 742. Francesco Gonzagua Pico de la Mirandole y Este (1684-1758), prince de Mantoue.
- 743. Domenico Cattaneo della Volta (1697-1782), prince de San Nicandro, duc de Termoli.

### Chevaliers nommés en 1753 par Ferdinand VI
- 744. François « José » Albert Charles de Bournonville[22],[23] (1710-1769), duc de Bournonville.
- 745. Antonio Álvarez de Toledo y Pérez de Guzmán (es) (1716-1773), 10e marquis de Villafranca del Bierzo (es), duc de Fernandina et de Montalto (de), fils de Fadrique Álvarez de Toledo y Moncada (es) (no 734).
- 746. Pedro de Alcántara Pérez de Guzmán y Pacheco (es) (1724-1777), 14e duc de Medina Sidonia, 17e comte de Niebla (es).

### Chevalier nommé en 1754 par Ferdinand VI
- 747. Louis Joseph Xavier de France (1751-1761), duc de Bourgogne, fils de Louis, dauphin de France.

### Chevalier nommé en 1755 par Ferdinand VI
- 748. Lorenzo Onofrio II Colonna[24] (1723-1779), duc et prince de Paliano (it), duc de Tagliacozzo, prince de Castiglione, fils de Fabrizio II Colonna (no 654 de l'ordre autrichien).

### Chevaliers nommés en 1756 par Ferdinand VI
- 749. Antonio Pascual de Borbón (1755-1817), infant d'Espagne, fils du roi Charles III.
- 750. Pedro Pablo Abarca de Bolea (1718-1799), 10e comte d'Aranda (es).

### Chevalier nommé en 1757 par Ferdinand VI
- 751. François Xavier de Bourbon[25] (1757-1771), infant d'Espagne, fils du roi Charles III.

### Chevalier nommé en 1758 par Ferdinand VI
- 752. José Maria de Guzmán y Guevara[26] (?- 1781), 6e marquis de Montealegre, 13e comte d'Oñate.

## Sous Charles III d'Espagne
Charles III (1716-1788), roi d'Espagne, de la maison de Bourbon.

### Chevaliers nommés en 1761 par Charles III
- 753. Louis (1754-1793), duc de Berry, depuis Louis XVI, roi de France.
- 754. Charles Philippe (1757-1836), comte d'Artois, depuis Charles X, roi de France.
- 755. Joaquin Anastácio Pignatelli de Aragon y Moncayo[27],[28] (1724-1776), 16e comte de Fuentes, 2e duc de Solferino.
- 756. Étienne François (1719-1785), duc de Choiseul.

### Chevalier nommé en 1762 par Charles III
- 757. Nicolás de Carvajal y Lancáster (en) (?-1770), marquis de Sarria.

### Chevaliers nommés en 1764 par Charles III
- 758. José Fernandez de Miranda (1706-1783), 1er duc de Losada.
- 759. Luis Manuel Laso de la Vega (?-1768), marquis de Miranda de Auta, duc de l'Arco[29].
- 760. Antonio de Benavides y de la Cueva[30],[31] (1726-1782), 2e duc de Santisteban del Puerto, 6e marquis de Solera (es), 10e comte de Castellar (es).
- 761. Antonio Ponce de León y Spinola la Cerda (es) (1726-1780), 11e duc d'Arcos (es), 17e duc de Nájera (es), 1er duc de Baños (es).

### Chevaliers nommés en 1765 par Charles III
- 767. Pablo Jerónimo Grimaldi y Pallavicini (1710-1789), duc de Grimaldi.
- 768. Jan Klemens (1689-1771), comte Branicki.

### Chevaliers nommés en 1767 par Charles III
- 762. Casimiro Pignatelli[32] (1727-1801), 10e prince de Gavre, 8e duc de Bisaccia, marquis de Renty, 14e comte d'Egmont, comte de Braine, lieutenant-général des armées du roi, député aux États Généraux de 1789, fils de « Procopio Carlo Pignatelli » (no 659), gendre de Louis François Armand de Vignerot du Plessis, 3e duc de Richelieu.
- 763. Jean Juste Ferdinand de Croÿ (1716-1790), prince de Croÿ-Havré, comte de Priego (es), fils de Jean-Baptiste-François-Joseph (en) (1686-1737), 17e sire de Croÿ, 5e duc de Croÿ, 5e duc d'Havré, prince et maréchal du Saint-Empire, Grand d'Espagne, souverain de Fenestrange, vicomte de Langle, seigneur de Wailly, neveu de Charles-Antoine de Croy (no 643).
- 764. José Bonano Filangieri del Bosco (?-?), prince de Rocafiorita et Cattolica.
- 769. Louis Stanislas (1755-1824), comte de Provence, depuis Louis XVIII, roi de France.

### Chevalier nommé en 1768 par Charles III
- 765. Joaquín Manrique de Zuñiga (?-1783), comte de Baños, marquis de Leyva.

### Chevalier nommé en 1770 par Charles III
- 766. Michel Imperiali Simeana (it) (1719-1782), prince de Francavilla.

### Chevaliers nommés en 1771 par Charles III
- 770. Carlos Clemente (1771-1774), infant d'Espagne, fils du prince des Asturies puis roi d'Espagne Charles IV.
- 771. Alonso Vicente de Solís Folch de Cardona[33] (1720-1780), 4e duc de Montellano (es).
- 772. José Joaquín de Silva Bazán y Sarmiento (1734-1802), 8e marquis de Villasor (es), 9e marquis de Santa Cruz de Mudela, 10e marquis du Viso, 6e marquis d’Arcicóllar, de Bayona, 6e comte de Pie de Concha.

### Chevaliers nommés en 1772 par Charles III
- 773. Pedro de Alcántara Fernández de Córdoba (es) (1730-1789), 12e duc de Medinaceli.
- 774. Ventura Osorio de Moscoso y Guzmán[34] (1732-1776), 14e marquis d'Astorga (es), duc de Sessa.
- 775. Andrés Manuel Alonso Pacheco Téllez-Girón y Toledo[35] (1728-1780), 7e duc d'Uceda (es).
- 776. Emmanuel Félicité (1715-1789), comte de Durfort, duc de Duras.
- 777. Joaquin Antonio de Palafox y Rebolledo (?-1775), marquis de Ariza.

### Chevalier nommé en 1773 par Charles III
- 778. Louis de Bourbon (1773-1803), prince de Parme, depuis roi d'Étrurie.

### Chevalier nommé en 1775 par Charles III
- 779. Charles de Naples et Sicile, prince de Naples, duc de Calabre.

### Chevalier nommé en 1777 par Charles III
- 780. François Janvier de Bourbon (1777-1830), prince de Naples, depuis François Ier, roi des Deux-Siciles.

### Chevaliers nommés en 1779 par Charles III
- 781. Carlos Eusebio de Bourbon (1780-1783), infant d'Espagne, fils du prince des Asturies puis roi d'Espagne Charles IV.
- 782. Bartolomeo de Capua (?-?), 20e comte d'Altavilla, duc de Airola, prince di Riccia.
- 783. Pedro Téllez-Girón y Pérez de Guzmán (en) (1728-1787), 8e duc d'Osuna (es).
- 784. Pascual Benito Belvis de Moncada[36] (1727-1781), 3e marquis de Belgida et de San Juan de Piedras Albos.
- 785. Vicente Manrique de Zúñiga (?-?), marquis d'Aguilafuente (es), comte d'Aguilar.
- 786. Pedro de Alcántara Fadrique Fernández de Híjar[37] (?-1794), 9e duc de Híjar (es), 9e duc de Lécera (es), comte-duc d'Aliaga (es) y Costellot, 5e duc de Bournonville, 4e duc d'Almazán (es).
- 787. Diego Ventura de Guzmán y Fernández de Córdoba[38] (c. 1730-1805), 7e marquis de Montealegre, 14e comte d'Oñate, duc de Nájera (es).
- 788. Fausto Francisco de Palafox y Rebolledo[39] (?-?), 8e marquis d'Armunia (es), 7e marquis d'Ariza (es), 9e marquis d'Estepa (es), 5e comte de Santa Eufemia (es), marquis de La Guardia (es) et de Guadalest (es), 6e comte de la Monclova (es).
- 789. Jean Louis Paul François de Noailles (1739-1824), 2e duc d'Ayen, 5e duc de Noailles (1793).

### Chevaliers nommés en 1780 par Charles III
- 790. Pierre-Paul[40] (1713-1788), marquis d'Ossun, ambassadeur de France en Espagne.
- 791. Filippo III Giuseppe Colonna[41] (1760-1818), 12e duc et prince de Paliano (it), fils de Lorenzo II Colonna (no 748).
- 792. Carlo Gennaro de Bourbon (1780-1789), 2e prince de Naples, fils du roi Ferdinand IV de Naples (no 738).

### Chevalier nommé en 1781 par Charles III
- 793. Giuseppe Carlo de Bourbon (1781-1783), prince de Naples, fils du roi Ferdinand IV de Naples (no 738).

### Chevaliers nommés en 1783 par Charles III
- 794. Carlos José Gutiérrez de los Ríos (es) (1742-1795), 6e comte de Fernán Núñez (es).
- 795. Armand Marc (1745-1794), comte de Montmorin de Saint-Hérem.
- 796. Philippe de Bourbon (1783-1786), prince de Parme, fils du duc Ferdinand Ier de Parme.
- 797. Louis IV Berton des Balbes de Crillon (1717-1796), marquis de Crillon puis duc de Crillon et de Mahón.
- 798. Carlos de Bourbon (1783-1784), infant d'Espagne, fils du prince des Asturies puis roi d'Espagne Charles IV.
- 799. Philippe François de Bourbon (1783-1784), jumeau du précédent, infant d'Espagne, fils du prince des Asturies puis roi d'Espagne Charles IV.

### Chevalier nommé en 1784 par Charles III
- 800. Fernando Maria de Bourbon (1784-1833), infant d'Espagne, puis roi Ferdinand VII.

### Chevaliers nommés en 1785 par Charles III
- 801. Joseph François Xavier de Portugal (1761-1788), prince de Beira, duc de Bragance, prince du Brésil, fils aîné de la reine Marie Ire du Portugal et du roi Pierre III.
- 802. João VI de Portugal (1769-1826), infant de Portugal, puis roi Jean VI.
- 803. Henrique de Meneses (pt) (1727-1787), 7e comte d'Ericeira, 3e marquis de Louriçal (pt).
- 804. Philippe Louis Marc Antoine de Noailles (1752-1819), prince de Poix.

### Chevalier nommé en 1786 par Charles III
- 805. Pierre-Charles de Bourbon (1786-1812), infant d'Espagne, fils de l'infant Gabriel (no 739) .

### Chevaliers nommés en 1788 par Charles III
- 806. Carlos Maria Isidor de Bourbon (1788-1855), infant d'Espagne, devint Don Carlos, 1er prétendant carliste au trône d'Espagne, grand-maître de la branche dissidente carliste de l'ordre de la Toison d'or.
- 807. Charles de Bourbon-Siciles (1788-1789), prince des Deux-Siciles, prince de Naples, duc de Calabre.

## Sous Charles IV d'Espagne
Charles IV (1748-1819), roi d'Espagne (1788-1808), cinquième chef et souverain de la maison de Bourbon d'Espagne.

### Chevaliers nommés en 1789 par Charles IV (1erchapitre)
- 808. Carlos José de Bourbon (1788-1789), infant d'Espagne, fils de l'infant Gabriel (no 739).
- 809. Felipe López-Pacheco de La Cueva[42] (1727-1798), 7e marquis de Bedmar (es), 10e marquis de Villena et marquis de Moya (es), 12e duc d'Escalona.
- 810. Salvatore Montaperto Uberti Branciforte (it) (?-1801), prince de Raffadali.
- 811. Manuel José Pacheco Téllez Girón (es) y Toledo[43] (1732-1794), issu du duché d'Uceda (es).
- 812. Cristóbal Pio Funes de Villalpando y Sanz de Latrás[44],[45] (?-1791), 6e comte d' Atarés (es)[46], grand d'Espagne, 5e comte de Villar.

### Chevaliers nommés en 1789 par Charles IV (2echapitre)
- 813. Pedro Francisco de Luján y Góngora (en) (1727-1789), 1er duc d'Almodóvar del Rio (es).
- 814. Judas Tadeo Fernández de Miranda y Villacís (1739-1810), 9e comte de las Amayuelas (es), 5e marquis de Valdecarzana, prince de Bonnanaro, 15e marquis de Cañete (es).
- 815. Juan de Meneses Silva (pl) (1737-1792), 4e marquis d'Alconchel, 14e comte de Cifuentes (es).
- 816. Paul François de Quélen (1746-1828), prince de Carency, duc de La Vauguyon, ministre français des Affaires étrangères (1789).
- 817. Luis Fernández de Córdoba y Gonzaga[47] (1749-1806), duc de Santisteban del Puerto et marquis de Solera (es)[48], 13e duc de Medinaceli.
- 818. Vicente Joaquín Osorio de Moscoso y Guzmán (1756-1816), 15e marquis d'Astorga (es), 11e comte d'Altamira (es), prince d'Aracena, 13e duc de Sessa.
- 819. Juan Pablo de Aragón-Azlor (es) (1730-1790), 11e duc de Villahermosa.
- 820. Louis VI Henri Joseph de Bourbon (1756-1830), 9e duc d'Enghien (1756-1772), puis duc de Bourbon (1772-1818) et enfin 9e – et dernier – prince de Condé (1818).
- 821. Charles Roger[49],[50] (1713-1795), prince de Bauffremont-Listenois, maréchal des camps et armées du roi, chambellan du roi Stanislas, duc de Bauffremont (1789), fils de Louis Bénigne de Bauffremont (no 656).
- 822. Giovanni Andrea IV Doria-Pamphili-Landi (it)[51],[52],[53] (1747-1820), marquis de Torriglia et prince de Melfi.
- 823. Miguel de la Cueva y Enríquez de Navarra (1743-1803), 13e duc d'Alburquerque, 4e marquis de la Mina (es).

### Chevaliers nommés en 1790 par Charles IV
- 824. Diego Fernández de Velasco (es) (1754-1811), 13e duc d'Escalona, 13e duc de Frías et 8e duc d'Uceda (es), 18e comte d'Alba de Liste, etc.
- 825. Diogo de Noronha (?-?).
- 826. Joseph Anne Maximilien de Croÿ d'Havré (1744-1839), duc d'Havré et de Croÿ.

### Chevaliers nommés en 1791 par Charles IV
- 827. Francesco Augusto Cattaneo (1721-1790), duc de Termoli, 4e prince de San Nicandro.
- 828. José Álvarez de Toledo y Gonzaga (es) (1756-1796), 15e duc de Medina Sidonia, marquis de Villafranca del Bierzo (es), frère du 14e duc (no 746).
- 829. José Moñino y Redondo (1728-1808), 1er comte de Floridablanca.
- 830. Augusto Cattaneo (1754-1824), duc de Termoli, 5e prince de San Nicandro.
- 831. Philippe Marie François de Bourbon (1791-1794), infant d'Espagne, fils du roi Charles IV.

### Chevaliers nommés en 1792 par Charles IV
- 832. Maximilien (1759-1839), prince héritier du royaume de Saxe.
- 833. Manuel de Godoy (1767-1851), duc de la Alcudia (es), 1er duc de Sueca (es), prince de la Paix.

### Chevaliers nommés en 1794 par Charles IV
- 834. François de Paule Antoine de Bourbon (1794-1865), infant d'Espagne, fils du roi Charles IV.
- 835. Carlo Sebastiano Ferrero Fieschi prince de Masserano[54],[55] (1760-1826), 7e prince de Masserano, fils du prince Vittorio Filippo (no 741).
- 836. Vicente María de Palafox Rebolledo Mexía Silva (?-1820), marquis de Ariza, 9e marquis d'Armunia (es), 9e marquis de La Guardia (es), 10e marquis d'Estepa (es), 8e marquis d'Ariza (es), 6e comte de Santa Eufemia (es).
- 837. Vicente Maria Vera de Aragón y Enríquez (?-?), duc de la Rocca.
- 838. Francisco del Castillo y Horcasita (es) (?-?), marquis de Villadarias (es).
- 839. Pedro d'Alcántara Tellez Giron (en) (1755-1807), 9e duc d'Osuna (es) et duc de Béjar (es).
- 840. Pablo de Sangro (1746-1815), prince de Castelfranco.

### Chevaliers nommés en 1795 par Charles IV
- 841. Marquis de Oyra (?-?).
- 842. Miguel de la Grúa Talamanca y Branciforte (1755-1812), 1er marquis de Branciforte.
- 843. Francisco António Pio de Bragance et Bourbon (pt) (1795-1801), prince de Beira, fils du roi Jean VI de Portugal.

### Chevaliers nommés en 1796 par Charles IV
- 844. Luís Pinto de Sousa Coutinho (pt) (1735-1804), 1er vicomte de Balsemão (pt).
- 845. Antonio Valdés y Fernández Bazán (es) (1744-1816).

### Chevalier nommé en 1798 par Charles IV
- 846. Bruno Domingo Simon (1739-p. 1790), comte de Lalaing.

### Chevaliers nommés en 1799 par Charles IV
- 847. Juan Manuel Álvarez de Faria y Sánchez de Zarzosa[56] (1738-1802), oncle de Manuel de Godoy.
- 848. Charles II Louis de Bourbon (1799-1883), roi d'Étrurie, duc de Lucques puis de Parme.
- 849. Pierre-Charles de Bourbon (1786-1812), infant d'Espagne, fils de l'infant Gabriel (no 739).

### Chevalier nommé en 1801 par Charles IV
- 850. Pierre d'Alcântara de Portugal (1798-1834), prince de Beira, devenu Pierre Ier, empereur du Brésil.

### Chevaliers nommés en 1802 par Charles IV
- 851. Léopold Juan de Bourbon-Siciles (1790-1851), prince de Naples, prince de Salerne (1807), fils du roi Ferdinand IV de Naples (no 738).
- 852. Sir John Acton (1737-1811), 6e baronnet.
- 853. Carlo Maria Caracciolo[57],[58] (1764-1823), 3e duc de San Teodoro, duc de Parete, 8e marquis de Capriglia (it), 6e marquis de Villamaina, patricien napolitain, (voir Famille Caracciolo).

### Chevalier nommé en 1804 par Charles IV
- 854. Miguel Maria Evariste (1802-1866), infant de Portugal puis roi de Portugal (Michel Ier, 1828-1834).

### Chevaliers nommés en 1805 par Charles IV
- 855. Napoléon Ier (1769-1821), empereur des Français.
- 856. Joseph Bonaparte (1768-1844), roi de Naples (1806-1808) puis roi d'Espagne (1808-1813).
- 857. Louis Bonaparte (1778-1846), roi de Hollande (1806-1810).
- 858. Félix Baciocchi (1762-1841), prince de Lucques et de Piombino.
- 859. Camille (1775-1832), prince Borghese, prince de Sulmona, prince de Rossano.
- 860. Cardinal Joseph Fesch (1763-1839).
- 861. Joachim Murat (1767-1815), grand-duc de Berg et de Clèves (1806-1808) puis roi de Naples (1808-1814).
- 862. Eugène de Beauharnais (1781-1824), vice-roi d'Italie (1805-1814).

## Sous Joseph Ier
À la suite de leur abdication forcée, les deux rois Charles IV et Ferdinand VII devinrent les « invités » de Napoléon Ier. Alors, Joseph Bonaparte, devenu roi d'Espagne s'appropria la « grand-maîtrise » de l'ordre espagnol et présida son premier chapitre le 18 septembre 1809.

### Chevalier nommé le 28 septembre 1809 par Joseph Ier
- Jérôme-Napoléon Ier (1784-1860), roi de Westphalie.

### Chevaliers nommés le 24 mars 1810 par Joseph Ier
- Don Miguel José de Azanza (1746-1826), 1er duc de Santa Fe (créé par Joseph).
- Don Manuel Hilario Negrete[59] (1736-1818), 2e comte de Campo Alange, 1er marquis de Torre Manzanal, 1er duc de Campo Alange (créé par Joseph), ministre des Relations extérieures (1808) et ambassadeur d'Espagne en France (1811)[60].

### Chevalier nommé le 14 avril 1811 par Joseph Ier
- Don Jose de Mazarredo y Salazar (1745-1812).

### Chevaliers nommés le 3 mars 1812 par Joseph Ier
- Don Gonzalo O'Farrill y Herrera (1754-1831).
- Don Mariano Luis de Urquijo y Muga (1769-1817).

Par arrêté royal daté du 18 octobre 1814, Ferdinand VII ordonnait que soit radié de la liste des chevaliers de l'Ordre le nom de l'empereur Napoléon ainsi que tous ceux des membres de sa famille, à l'exception unique du prince Eugène de Beauharnais.
Les chevaliers nommés par le roi Joseph Bonaparte furent considérés comme traîtres et comme n'ayant pas été légalement désignés. Ils ne furent ainsi pas reconnus par le nouveau souverain. Les chevaliers survivants s'exilèrent en France où ils passèrent la fin de leur vie dans l'obscurité, sans jamais revenir dans leur patrie.

## Sous Ferdinand VII d'Espagne
Ferdinand VII (1784-1833), roi d'Espagne (19 mars 1808 – 5 mai 1808, 1813-1833), sixième chef et souverain de la maison de Bourbon d'Espagne.

### Chevalier nommé en 1812 par Ferdinand VII
- 863. Arthur Wellesley (1769-1852), duc de Wellington, duc de Ciudad Rodrigo.

### Chevaliers nommés en 1814 par Ferdinand VII
- 864. José Miguel de Carvajal y Manrique (1771-1828), 2e, duc de San Carlos (es).
- 865. Alexandre Ier (1777-1825), empereur de toutes les Russies.
- 866. Frédéric-Guillaume III (1770-1840), roi de Prusse.
- 867. George Augustus Frederick (1762-1830), prince de Galles, régent du Royaume-Uni de Grande-Bretagne et d'Irlande (1811-1820), puis roi du Royaume-Uni et de Hanovre (Georges IV, 1820-1830), chevalier de l'ordre autrichien (no 893).
- 868. Charles Maurice de Talleyrand-Périgord (1754-1838), Prince de Bénévent et de l'Empire (5 juin 1806-1815), Prince de Talleyrand (6 décembre 1814), duca di Talleyrand (royaume des Deux-Siciles, 9 novembre 1815, lettres patentes du 2 décembre 1817 : titre immédiatement transmissible à son neveu), duc de Dino (9 novembre 1815, royaume de Naples).
- 869. Guillaume d'Orange-Nassau (1792-1849), prince d'Orange, depuis roi des Pays-Bas (Guillaume II, 1840-1849).
- 870. Louis Antoine de Bourbon (1775-1844), duc d'Angoulême.
- 871. Charles Ferdinand de Bourbon (1778-1820), duc de Berry.
- 872. Charles XIII (1748-1818), roi de Suède.
- 873. Carlos Gutiérrez de los Ríos (es) Fernández de Córdoba (1779-1827), comte puis 1er duc de Fernán Núñez (es), 6e duc de Montellano (es), 6e marquis de Castel-Moncayo (es), 10e marquis de Castel-Moncayo (es), 11e comte de Barajas, 4e comte de Villanueva de las Achas (es).

### Chevaliers nommés en 1816 par Ferdinand VII
- 874. Pedro Cevallos (1764-1840).
- 875. le Bailli (comte ?) Dmitriy Tatistcheff (1767-1845), diplomate russe.
- 876. Guillaume Ier (1772-1843), roi des Pays-Bas.
- 877. Juan de la Cruz Bellvís de Moncada y Pizarro[62] (1756-1835), 9e marquis de Villamayor de Iviernas, marquis de Bélgida (es), comte de Villardompardo (es), grand-croix de l'ordre de Charles III d'Espagne.
- 878. Pedro de Alcántara Álvarez de Toledo[63],[64] (1765-1824), 15e comte de Miranda del Castañar (es), 11e duc de Peñaranda de Duero (es)[65].
- 879. Ignacio Ciro de Arteaga Lazcano y Idiaquez[66],[67] (1748-1817), 4e marquis de Valmediano (es), comte de Corres (es), grand-croix de l'ordre de Charles III d'Espagne.
- 880. Francisco de Meneses Silveira et Castro (?-?), marquis de Vallada.
- 881. Francisco de Paula Fernandez de Córdoba y Cárdenas[68],[69] (1763-1824), 18e comte de la Puebla del Maestre (es), 9e marquis de Bacares (es), 5e marquis de Vado del Maestre (es).
- 882. Nicolás Caetano José Centurión y Vera de Aragón (1761-1834), 9e marquis de la Lapilla (es).
- 883. Francisco de Borja de Idiáquez y Palafox (es)[70],[71] (1755-1818), 4e duc de Granada de Ega (es), 10e marquis de Cortés, 5e marquis de Valdetorres, 7e comte de Javier, vicomte de Zolina, 14e vicomte de Murúzabal de Andión, 14e maréchal héréditaire du royaume de Navarre.
- 884. Pedro Alcántara Álvarez de Toledo y Salm-Salm (es), 13e duc del Infantado, 9e duc de Pastrana (es), 9e duc d'Estremera (es), 10e duc de Francavilla (es), 10e duc d'Osuna (es), etc.
- 885. Joaquín Antonio de Samaniego y Urbina[72] (1769-1844), comte de Torrejón el Rubio, 5e marquis de Valverde de la Sierra (es).

### Chevaliers nommés en 1817 par Ferdinand VII
- 886. Constantin Pavlovitch Romanov (1779-1831), tsarévitch et grand-duc de Russie, fils du tsar Paul Ier.
- 887. Nicolas Pavlovitch Romanov (1825-1855), grand-duc de Russie puis empereur de toutes les Russies (Nicolas Ier, 1796-1855), fils du tsar Paul Ier.
- 888. Michel Pavlovitch Romanov (1798-1949), grand-duc de Russie, fils du tsar Paul Ier.
- 889. Antonio María Ponce de León Dávila y Carrillo de Albornoz[73],[74] (1757-1826), 4e duc de Montemar (es), 8e marquis de Castromonte (es), 7e marquis d'Águila (es), 10e marquis de Montemayor (es), 8e comte de Valhermoso (es), comte de Garcíez (es).
- 890. Agustin Pedro González Telmo Fernández de Híjar (ou Agustín Pedro de Silva y Palafox[75]) (1773-1817), 6e duc de Bournonville, 10e duc de Híjar (es), 10e duc de Lécera (es), 10e comte-duc d'Aliaga (es), 5e duc d'Almazán (es), 7e marquis d'Orani, marquis d'Almenara (es), 14e marquis de Montesclaros (es), 11e comte de Palma del Río (es), 17e comte de Belchite (es), 15e comte de Salinas, 16e comte de Ribadeo, 10e comte de Vallfogona (es), 8e comte de Guimerá (es), 7e marquis de Rupit (es), 7e marquis de Torres de Aragón, 7e marquis de Vilanant (es), 12e comte d'Aranda, 10e comte de Castellflorit (es), vicomte d'Alquerforadat, de Illa, de Canet, de Ebol et de Ansovell.
- 891. Antonio Rocaberti de Dameto[76] (?-?), comte de Peralada, vicomte de Rocaberti (voir Vicomté de Rocabertí (ca) et Maison Rocaberti (ca)).

### Chevaliers nommés en 1818 par Ferdinand VII
- 892. Carlos Luis de Borbón y Braganza (1818-1861), infant d'Espagne (1818-1834), « prince des Asturies » (proclamé par les carlistes en 1835), 2e prétendant carliste au trône des Espagnes (Charles VI) et « comte de Montemolin » (1855-1861).
- 893. Frédéric-Guillaume (1795-1861), prince puis roi de Prusse (Frédéric-Guillaume IV, 1840-1861).
- 894. Frédéric VI (1786-1839), roi de Danemark.
- 895. Ramón San Martín (1764-?), marquis de San Martín.

### Chevaliers nommés en 1819 par Ferdinand VII
- 896. Antonin Claude Dominique Just de Noailles (1777-1846), duc de Mouchy.
- 897. Fulco III Giordano Ruffo di Calabria-Santapau[77],[78] (1773-1852), 8e prince de Scilla, 7e prince de Palazzolo 3e duc de Guardia Lombarda, 1er duc de Santa Cristina (24 décembre 1828), 12e marquis de Licodia, 15e comte de Sinopoli, 8e comte de Nicotera, baron de Calanna et de Crispano, grand d'Espagne de 1re classe.
- 898. Tommaso Maria di Somma (it) (1737-1826), 9e marquis de Circello.
- 899. Frédéric-Auguste Ier (1750-1827), roi de Saxe.
- 900. Francisco Fernández de Córdoba y Glimes de Brabant[79] (1758-1841), duc d'Alagón (es) (1814-1841), grand d'Espagne, chevalier de l'Insigne et ordre royal de Saint-Janvier, grand-croix de l'ordre de Charles III d'Espagne.
- 901. Valentin Carlos (?-?), marquis de Villanueva de Duero, comte de Villariezo.

### Chevaliers nommés en 1820 par Ferdinand VII
- 902. François d'Assise Louis Ferdinand de Bourbon (1820-1821), infant d'Espagne, duc de Cadix, fils aîné de François de Paule de Bourbon, infant d'Espagne (no 834).
- 903. Louis Marie de Bourbon (1777-1823), cardinal archevêque de Tolède.

### Chevaliers nommés en 1821 par Ferdinand VII
- 904. José Gabriel de Silva-Bazán y Waldstein (1782-1839), 10e marquis de Santa Cruz de Mudela.
- 905. Ferdinand de Bourbon-Siciles (1810-1859), duc de Noto, depuis Ferdinand II, roi des Deux-Siciles.
- 906. Anne Adrien Pierre (1768-1837), « prince de Montmorency-Laval », 1er duc de San Fernando Luis (1816), ambassadeur de France en Espagne.

### Chevaliers nommés en 1822 par Ferdinand VII
- 907. François d'Assise Marie de Bourbon Deux-Siciles (1822-1902), duc de Cadix, depuis roi consort d'Espagne.
- 908. Juan Carlos Isidro de Borbón (1822-1887), infant d'Espagne (1822-1834), « comte de Montizón », 3e prétendant carliste au trône d'Espagne (Jean III) et 1er prétendant au trône de France (légitimiste : Jean III).
- 909. Charles XIV-Jean (1764-1844), roi de Suède.

### Chevaliers nommés en 1823 par Ferdinand VII
- 910. Ferdinando Carlo Vittorio Giuseppe Maria Baldassarre de Bourbon (1823-1854), prince héréditaire de Lucca puis duc de Parme (Charles III, 1848–1854).
- 911. Henri Marie de Borbón y Borbón (1823-1870), infant d'Espagne, 1er duc de Séville, fils de l'infant François de Paule, plus jeune fils du roi Charles IV d'Espagne.
- 912. Joaquín José Melgarejo y Saurín[80] (1780-1835), 1er duc de San Fernando de Quiroga (es) (1815), 3e marquis de Melgarejo (es), ministre des Affaires étrangères (1819-1820 : voir Secrétaire d'État (Ancien régime en Espagne)).
- 913. Charles-Albert (1798-1849), prince de Savoie-Carignan, depuis roi de Sardaigne.
- 914. Louis Justin (1773-1850), marquis de Talaru.
- 915. Sébastien de Bourbon (1811-1875), infant d'Espagne, fils de Thérèse de Portugal, princesse de Beira et de l'infant Pierre-Charles de Bourbon.
- 916. Carlo Andrea (1764-1842), comte Pozzo de Borgo.
- 917. Henri d'Artois (1820-1883), duc de Bordeaux, « comte de Chambord ».
- 918. Jean-Baptiste Guillaume Joseph (1773-1854), comte de Villèle.
- 919. François-René (1768-1848), vicomte de Chateaubriand.

### Chevaliers nommés en 1824 par Ferdinand VII
- 920. Pedro de Sousa Holstein (1781-1850), comte de Palmela (1812), premier marquis de Palmela (1823), premier duc de Palmela (1850). Il fut aussi le premier duc de Faial (en) (1833).
- 921. Charles Robert (1780-1862), comte de Nesselrode (de), ministre des Affaires étrangères russe (voir Famille de Nesselrode (de)).
- 922. Christian Günther von Bernstorff (1769-1835), comte de Bernstorff, ministre des Affaires étrangères de Danemark, puis du royaume de Prusse.
- 923. Ferdinand Marie Joseph de Bourbon (1824-1861), infant d'Espagne, fils de Carlos María Isidro de Borbón (no 806), prétendant carliste au trône d'Espagne (Charles V, 1833-1855).
- 924. Paul (1802-1885), « comte de Noailles », 3e duc d'Ayen (1823)[81] et 6e duc de Noailles (1824).

### Chevalier nommé en 1825 par Ferdinand VII
- 925. Jean Népomucène (1801-1873), prince puis roi de Saxe (Jean Ier, 1854-1873).

### Chevaliers nommés en 1826 par Ferdinand VII
- 926. Édouard Philippe de Bourbon (1826-1830), infant d'Espagne, fils de François de Paule de Bourbon, duc de Cadix (no 834).
- 927. Charles-Ferdinand de Bourbon-Siciles (1811-1862), prince de Capoue, fils du roi François Ier des Deux-Siciles (no 780).
- 928. Léopold de Bourbon-Siciles (1813-1860) (1813-1860), comte de Syracuse, fils du roi François Ier des Deux-Siciles (no 780).
- 929. Alexandre Nikolaïevitch Romanov (1818-1881), grand-duc (1818-1825) puis tsarévitch (1825-1855) puis empereur de Russie (Alexandre II, 1855-1881).
- 930. Antoine Pascal de Bourbon-Siciles (1816-1843), comte de Lecce, fils du roi François Ier des Deux-Siciles (no 780).

### Chevalier nommé en 1827 par Ferdinand VII
- 931. José Antonio de Aragón Azlor y Pignatelli de Aragón (1785-1852), 9e duc de la Palata (es), 13e duc de Villahermosa.

### Chevaliers nommés en 1829 par Ferdinand VII
- 932. Vicenze Maria Grifeo[82] (?-1846), 1er duc de Floridia, 9e prince de Partanna.
- 933. Luigi de' Medici (1760-1830), duc de Sarto, des princes d'Ottaiano (it), premier ministre du royaume des Deux-Siciles.
- 934. Donato Tommasi (it) (1761-1831), marquis Tommasi, marquis de Casaliecho, premier ministre du royaume des Deux-Siciles.
- 935. Pedro Gómez Labrador (1772-1850), marquis de Labrador.
- 936. José Rafael de Silva y Fernández de Híjar y Portugal (1776–1863), 12e duc de Híjar (es).
- 937. Francisco Javier Castaños (1758-1852), 1er duc de Bailén (es).
- 938. Francisco Tadeo Calomarde y Arría (1773-1842), duc de Santa Isabel (Deux-Siciles), ministre de la Grâce et de la Justice (1823-1833).
- 939. ?

### Chevaliers nommés en 1830 par Ferdinand VII
- 940. Pierre-Louis-Auguste Ferron (1777-1842), comte de La Ferronnays, ministre français des Affaires étrangères (1828-1829).
- 941. Louis de Bourbon-Siciles, comte de L'Aquila, fils du roi François Ier des Deux-Siciles (no 780).
- 942. François de Paule de Bourbon-Siciles (1827-1892), comte de Trapani, fils du roi François Ier des Deux-Siciles (no 780).

### Chevaliers nommés en 1832 par Ferdinand VII
- 943. Girolamo[83] (?-?), marquis Ruffo.
- 944. Prudencio Guadalfajara y Aguilera[84] (1761-1855), 1er duc de Castro-Terreño (es).

## Sous Isabelle II d'Espagne
Isabelle II (1830-1868), reine d'Espagne (1833-1868), septième chef et souverain de la maison de Bourbon d'Espagne.

### Chevaliers nommés en 1834 par Isabelle II
- 945. Guillaume IV (1765-1837), roi du Royaume-Uni et de Hanovre (1830-1837).
- 946. Louis-Philippe Ier (1775-1850), roi des Français.

### Chevaliers nommés en 1835 par Isabelle II
- 947. Léopold Ier (1790-1865), roi des Belges.
- 948. Auguste Charles Eugène Napoléon (1810-1835), duc de Leuchtenberg, duc de Navarre, duc de Santa Cruz et prince consort de Portugal (1835), 1er époux de la reine Marie II de Portugal.
- 949. Pedro II de Alcântara (1825-1891), empereur du Brésil.
- 950. Othon Ier (1815-1867), prince de Bavière, roi de Grèce, reçu en 1850 dans l'ordre autrichien (no 955).
- 951. Bernardino Fernández de Velasco y Benavides (1783-1851), 14e duc de Frías, 10e comte de Peñaranda (es) et 12e marquis de Frechilla y Villarramiel (es), fils du 13e duc de Frías (no 824).
- 952. Ferdinand-Philippe Louis Charles (1810-1842), duc de Chartres puis duc d'Orléans (1830) et prince royal de France.

### Chevalier nommé en 1837 par Isabelle II
- 953. Ferdinand (1816-1885), prince de Saxe-Cobourg-Gotha, roi de Portugal « jure uxoris » (Ferdinand II, 1837-1853), 2e époux de la reine Marie II de Portugal.

### Chevaliers nommés en 1838 par Isabelle II
- 954. Miguel Tacón y Rosique (es) (1775-1855), marquis (1840) puis 1er duc de la Unión de Cuba (es) (1847), gouverneur de Cuba (1834-1838).
- 955. Fernando de Aguilera y Contreras (1784-1838), 15e marquis de Cerralbo, comte de Alcudia (es).
- 956. Napoléon Louis de Talleyrand-Périgord[85],[86],[87],[88] (1811-1898), 2e duc de Sagan (1894, titre prussien, mais porté en France par son fils aîné), 3e duc régulier de Dino (non porté), 3e duc de Talleyrand-Périgord, duc de Valençay.
- 957. Juan Bautista de Queralt y Silva[89] (?-?), 8e comte de Santa Coloma (es), 9e marquis de Alconchel, 14e marquis de Lanzarote (es), 16e comte de Cifuentes (es).
- 958. Nicolas Jean-de-Dieu Soult (1769-1851), duc de Dalmatie, maréchal de France.
- 959. Manuel Pando Fernández de Pinedo (1792-1872), 2e marquis de Miraflores (es).

### Chevaliers nommés en 1840 par Isabelle II
- 960. Christian VIII (1786-1848), roi de Danemark.
- 961. Joaquín Baldomero Fernández Espartero Álvarez de Toro (1793-1879), prince de Vergara, 1er duc de la Victoire (1839), 1er duc de Morella (es) (1840), 1er comte de Luchana (es) et vicomte de Banderas (1837).

## Régence du général Espartero (1793-1879)

### Chevalier nommé en 1841 sous la régence d'Espartero
- 962. Albert (1819-1861), prince de Saxe-Cobourg-Gotha, prince-consort du Royaume-Uni (1840–1861).

### Chevalier nommé en 1842 sous la régence d'Espartero
- 963. Guillaume Alexandre (1817-1890), prince d'Orange puis roi des Pays-Bas (Guillaume III, 1849-1890).

## Gouvernement provisoire de la nation sour la présidence de Joaquín María López

### Chevaliers nommés en 1843 sous la présidence de Joaquín María López
- 964. Salustiano de Olózaga y Almandoz (1803-1873).
- 965. Louis Charles Philippe d'Orléans (1814-1896), duc de Nemours, fils cadet de Louis-Philippe Ier roi des Français.
- 966. Diego Isidro de Guzmán y la Cerda (?-1849), 8e marquis de Montealegre, 19e duc de Najera (es).

## Sous la reine Isabelle II

### Chevaliers nommés en 1844 par Isabelle II
- 967. François Pierre Guillaume Guizot (1787-1874), président du Conseil des ministres français.
- 968. Oscar Ier (1799-1859), roi de Suède, fils de Charles XIV Jean (no 909).
- 969. François Marie Lépolod de Bourbon-Siciles (1836-1894), duc de Calabre, puis roi des Deux-Siciles (François II, 1859-1861).

### Chevalier nommé en 1845 par Isabelle II
- 970. Henri Eugène Philippe Louis d'Orléans (1822-1897), duc d'Aumale.

### Chevaliers nommés en 1846 par Isabelle II
- 971. Eugène Ier François Charles Lamoral (1804-1880), 8e prince de Ligne, prince d'Amblise et d'Épinoy, fils de Charles-Joseph de Ligne (1735-1814, no 806 de l'ordre autrichien).
- 972. Agustín Fernando Muñoz y Sánchez (1808-1873), 1er duc de Riánsares (es), 1er marquis de San Agustín (es), duc de Montmorot (titre français de la monarchie de Juillet), second époux (morganatique) de la reine et régente Marie-Christine de Bourbon.
- 973. Antoine Philippe Louis d'Orléans (1824-1890), duc de Montpensier, duc de Galliera, infant d'Espagne, plus jeune des fils du roi des Français Louis-Philippe Ier, beau-frère de la reine Isabelle II.
- 974. François Ferdinand Philippe Louis d'Orléans (1818-1900), prince de Joinville.
- 975. Pedro (1837-1861), prince puis roi de Portugal (Pierre V, 1853-1861).

### Chevaliers nommés en 1847 par Isabelle II
- 976. Ramón María Narváez y Campos (1800-1868), 1er duc de Valencia (es).
- 977. José María Osório de Moscoso y Carvajal[90],[91] (1828-1881), 16e duc de Sessa, 15e comte d'Altamira (es), 18e duc de Maqueda (es), 6e duc de Montemar (es), 19e marquis d'Astorga (es), 12e marquis de San Román, 20e comte de Trastámara (es), etc., époux de Louise-Thérèse d'Espagne, infante d'Espagne et duchesse de Sessa.

### Chevalier nommé en 1848 par Isabelle II
- 978. Frédéric VII (1808-1863), roi de Danemark.

### Chevalier nommé en 1849 par Isabelle II
- 979. Juan Roca de Togores y Carrasco (es) (1801-1883), 3e comte de Pinohermoso (es).

### Chevalier nommé en 1850 par Isabelle II
- 980. Louis-Napoléon Bonaparte (1808-1873), président de la République française, puis empereur des Français (Napoléon III, 1852-1870).

### Chevaliers nommés en 1851 par Isabelle II
- 981. Francisco Martínez de la Rosa (1787-1862), président du gouvernement espagnol (1834-1835).
- 982. Joaquin Fernandez de Cordoba (1787-1871), 9e marquis de Malpica, 6e duc de Arión (es), marquis de Povar, 9e marquis de Marcera et comte de Gondomar

### Chevaliers nommés en 1852 par Isabelle II
- 983. Francisco Javier de Istúriz (1790-1871), président du gouvernement espagnol (1836, 1846-1847, 1858).
- 984. Nicolás Osorio y Zayas (es) (1793-1866), 16e marquis d'Alcañices (es), 15e duc d'Albuquerque, 15e comte de Ledesma.
- 985. Juan Bravo Murillo (1803-1873).
- 986. Albert Édouard de Saxe-Cobourg-Gotha (1841-1910), prince de Galles (1841-1901), puis roi du Royaume-Uni et des dominions britanniques, empereur des Indes (Édouard VII, 1901-1910).
- 987. Louis de Bourbon-Siciles, comte de Trani.

### Chevalier nommé en 1853 par Isabelle II
- 988. Guillaume Frédéric Louis de Hohenzollern (1797-1888), prince puis roi de Prusse (Guillaume Ier, 1861-1888), puis empereur d'Allemagne (1870-1888).

### Chevalier nommé en 1854 par Isabelle II
- 989. Robert Ier Charles Louis (1848-1907), infant d'Espagne, duc de Parme et de Plaisance (1854–1860).

### Chevalier nommé en 1855 par Isabelle II
- 990. Charles Louis Eugène (1826-1872), prince héritier puis roi de Suède (Charles XV, 1859-1872), fils d'Oscar 1er (no 968).

### Chevaliers nommés en 1856 par Isabelle II
- 991. João Carlos de Saldanha Oliveira e Daun (1791-1876), 1er comte de Saldanha (pt) puis 1er marquis de Saldanha (pt) puis 1er duc de Saldanha.
- 992. Napoléon Eugène Louis Jean Joseph Bonaparte (1856-1879), prince impérial, fils de l'empereur des Français Napoléon III.
- 993. Adalbert Guillaume Georges (1828-1875), prince de Bavière, et prince héritier de Grèce, fils du roi de Bavière Louis Ier.

### Chevaliers nommés en 1857 par Isabelle II
- 994. Nicolas Alexandrovitch Romanov (1843-1865), tsarévitch et grand-duc de Russie, fils du tsar Alexandre II.
- 995. Alexandre Mikhaïlovitch (1798-1883), prince Gortschakoff, ministre des Affaires étrangères (Russie) (1856–1882).
- 996. Alphonse François de Bourbon (1857-1885), prince des Asturies puis roi d'Espagne et grand-maître de l'ordre espagnol (Alphonse XII, 1874-1885).

### Chevaliers nommés en 1859 par Isabelle II
- 997. Ferdinand Marie Charles d'Orléans et Bourbon (1859-1873), infant d'Espagne, fils de Louise-Fernande de Bourbon, donc neveu de la reine Isabelle II.
- 998. Louis-Ferdinand Marie (1859-1949), prince de Bavière, infant d'Espagne.
- 999. ??

### Chevaliers nommés en 1860 par Isabelle II
- 1000. Antonio Ramón Zarco de Valle y Huete[92] (1785-1866).
- 1001. Mariano Téllez-Girón y Beaufort Spontin (es) (1814-1882), 12e duc d'Osuna (es) et 15e duc del Infantado.

### Chevalier nommé en 1861 par Isabelle II
- 1002. Louis Ier (1838-1889), roi de Portugal.

### Chevaliers nommés en 1862 par Isabelle II
- 1003. Frédéric de Prusse (1831-1888), prince héritier puis roi de Prusse et empereur d'Allemagne (Frédéric III, 1888).
- 1004. Francisco María de Borbón-Braganza y Borbón (1861-1923), duc de Marchena (es), infant d'Espagne, petit-fils de Pierre-Charles de Bourbon (no 849).

### Chevaliers nommés en 1863 par Isabelle II
- 1005. Louis III (1806-1877), grand-duc de Hesse.
- 1006. Guillaume Nicolas (1840-1879), prince héritier des Pays-Bas.

### Chevalier nommé en 1864 par Isabelle II
- 1007. Christian IX (1818-1906), roi de Danemark.

### Chevaliers nommés en 1865 par Isabelle II (1erchapitre)
- 1008. Pedro José Pidal (en) (1800-1865), 1er marquis de Pidal (es).
- 1009. Ángel de Saavedra y Ramírez de Baquedano (1791-1865), 3e duc de Rivas (es), président du gouvernement espagnol (1854).
- 1010. Luis Tomás de Villanueva Fernández de Córdoba y Ponce de León[93] (1813-1873), 15e duc de Medinaceli.

### Chevaliers nommés en 1865 par Isabelle II (2echapitre)
- 1011. Georges V Frédéric Alexandre (1819-1878), roi de Hanovre.
- 1012. Frédéric Charles Alexandre (1801-1883), prince de Prusse.
- 1013. Alexandre Alexandrovitch Romanov (1845-1894), tsarévitch et grand-duc de Russie, puis empereur de toutes les Russies (Alexandre III, 1881-1894).

### Chevaliers nommés en 1866 par Isabelle II
- 1014. Léopold de Belgique (1859-1869), Duc de Brabant, prince de Belgique, duc de Saxe, prince de Saxe-Cobourg-Gotha, comte de Hainaut (en tant que fils aîné de l'héritier présomptif, 1859-1865), puis duc de Brabant (comme héritier présomptif, 1865-1869), fils du roi des Belges Léopold II.
- 1015. Francisco Serrano y Domínguez (1810-1885), 1er duc de la Torre (es), régent du royaume d'Espagne (1869-1870).
- 1016. Pedro Colón y Ramirez de Baquedano[94] (1801-1866), 13e duc de Veragua, 12e duc de la Vega (es), 12e marquis de la Jamaica.
- 1017. Fernando Díaz de Mendoza y Valcárcel (?-1884), 4e marquis de Fontanar, comte de Lalaing de Balazote, grand d'Espagne (1861).
- 1018. Carlos (1863-1908), prince héritier puis roi de Portugal (Charles Ier, 1889-1908).

### Chevalier nommé en 1867 par Isabelle II
- 1019. Luis González Bravo (1811-1871), président du gouvernement espagnol (1868).

## Régence deFrancisco Serrano, duc de la Torre

### Chevaliers nommés en 1868 sous la régence du duc de Torre
- 1020. Gaétan de Bourbon-Siciles, comte d'Agrigente (Girgenti), fils du roi Ferdinand II des Deux-Siciles, gendre de la reine Isabelle II.
- 1021. Manuel Seijas Lozano[95],[96],[97] (1800-1868), président du Congrès des députés espagnol (par intérim, décembre 1848).
- 1022. Lorenzo Arrazola (1797-1873), président du gouvernement espagnol (1864).
- 1023. Francisco Javier Arias Dávila y Matheu (ou Arias Dávila y Carondolet)[98],[99] (1812-1890), 11e comte de Puñonrostro (es), 8e marquis de Menza, grand d'Espagne, maire de Madrid (1864-1865), président du Sénat (1884-1885).

### Chevaliers nommés en 1870 sous la régence du duc de Torre
- 1024. Pedro Gómez de la Serna[100] (1807-1871), sénateur espagnol.
- 1025. Casimiro Vigodet y Guernica (es) (1787-1872), ministre espagnol de la Marine (es) (1839).
- 1026. Abd ül-Aziz (1830-1876), sultan de l'Empire ottoman (1861-1876).
- 1027. Muhammad III as-Sadiq Bey (1813-1882), bey de Tunis (1859-1881).

## Sous AmédéeIerde Savoie
- 1028. Amédée Ferdinand Marie (1845-1890), prince de Savoie, duc d'Aoste, puis roi d'Espagne et grand-maître de l'ordre roi (Amédée Ier, 1870-1873).

### Chevaliers nommés en 1871 par AmédéeIer
- 1029. Eugène-Emmanuel de Savoie-Villafranca (1816-1888), prince de Savoie-Carignan, comte de Villafranca (en), petit-fils d'Eugène de Savoie-Carignan (1753–1785).
- 1030. Louis Adolphe Thiers (1797-1877), président de la République française (le 14 septembre [101])
- 1031. Georges Ier (1845-1913), roi de Grèce.
- 1032. Frédéric Charles Nicolas (1828-1885), prince de Prusse.

### Chevaliers nommés en 1872 par AmédéeIer
- 1033. Philippe Eugène Ferdinand de Belgique (1837-1905), comte de Flandre, duc de Saxe, prince de Saxe-Cobourg-Gotha, fils du roi Léopold Ier de Belgique.
- 1034. Manuel Falcó d'Adda y Valcárcel[102] (1828-1892), 3e duc de Fernán Núñez (es) et duc del Arco (es), duc de Fernán Núñez (es) et marquis d'Almonacir.
- 1035. Cirilo Álvarez Martínez de Velasco (né en 1808), ministre espagnol de la Grâce et de la Justice (1856), président de la Cour Suprême de Justice (1872-1878).
- 1036. Antonio de los Ríos y Rosas (1812-1873), président du Congrès des députés espagnol (1863-1864, 1865-1866, 1872).
- 1037. Oscar II (1829-1907), roi de Suède.

## Sous Alphonse XII d'Espagne
Alphonse XII (1857-1885), roi d'Espagne (1874-1885), huitième chef et souverain de la maison de Bourbon d'Espagne.

### Chevaliers nommés en 1875 par Alphonse XII
- 1038. Juan Manuel González de la Pezuela (es) (1809-1906), comte de Cheste, membre de l'Académie royale espagnole.
- 1039. José Isidro Osorio y Silva-Bazán (es) (1825-1909), 16e duc d'Alburquerque, 17e marquis d'Alcanices (es).
- 1040. Alejandro Mon y Menéndez (1801-1882), ministre espagnol de l'Économie et des Finances (1837-1838, 1844-1846, 1846-1847, 1848-1849 et 1857-1858) et président du gouvernement espagnol (1864).
- 1041. Mariano Roca de Togores y Carrasco (en) (1812-1889), 1er marquis de Molins (es), 1er vicomte de Rocamora (es), ministre d'État espagnol (1879).
- 1042. Manuel Pavía y Lacy (1814-1896), 1er marquis de Novaliches.
- 1043. Marie Edmé Patrice de Mac Mahon (1808-1893), maréchal de France, duc de Magenta, président de la République française.
- 1044. Otto Eduard Leopold (1815-1898), comte de Bismarck, puis prince de Bismarck-Schönhausen (Voir : Maison de Bismarck) et « duc de Lauenburg », 23e ministre des Affaires étrangères de Prusse (1862-1890), 9e et 11e ministre-président de Prusse (1862-1873, 1873-1890), chancelier confédéral de la Confédération de l'Allemagne du Nord (1867-1871), 1er chancelier d'Allemagne et 1er chancelier impérial (1871-1890).
- 1045. Charles Alexandre Auguste (1818-1901), grand-duc de Saxe-Weimar-Eisenach.
- 1046. Cardinal Giacomo Santiago Antonelli (1806-1876).
- 1047. Alexandre (1818-1884), comte Adlerberg, fils du général russe Woldemar Adlerberg.
- 1048. Friedrich Wilhelm Viktor Albert (1859-1941), prince de Prusse, puis empereur d'Allemagne (Guillaume II, 1888-1918).
- 1049. Antonio Cánovas del Castillo (1828-1897), président du gouvernement espagnol.

### Chevalier nommé en 1877 par Alphonse XII
- 1050. Francisco de Borja de Silva-Bazán y Téllez-Girón (1815-1889), 11e marquis de Santa Cruz de Mudela, maire de Madrid (1848-1851).

### Chevaliers nommés en 1878 par Alphonse XII
- 1051. Francisco Santa Cruz y Pacheco[103],[104] (1797-1883), président du Sénat (1871-1872).
- 1052. Juan de Zavala y de la Puente (1804-1879), comte de Paredes de Nava (es), 1er marquis de Sierra Bullones (es).
- 1053. Manuel Garcia Barzanallana[105] (1817-1892), 1er marquis de Barzanallana, président du Sénat (1876-1882).
- 1054. Frédéric Ier Guillaume Louis (1826-1907), grand-duc de Bade.
- 1055. Arsenio Martínez-Campos Antón (1831-1900).
- 1056. Victor-Emmanuel (1869-1947), prince puis roi d'Italie (Victor-Emmanuel III, 1900-1946).

### Chevalier nommé en 1879 par Alphonse XII
- 1057. Antonio Maria Fontes Pereria de Mello (1819-1887).

### Chevaliers nommés en 1880 par Alphonse XII
- 1058. Abdul Hamid II (1842-1918), sultans de l'Empire ottoman.
- 1059. Antoine Marie d'Orléans et Bourbon (1866-1930), duc de Galliera, infant d'Espagne, beau-frère du roi Alphonse XII.

### Chevaliers nommés en 1881 par Alphonse XII
- 1060. Gaston Louis Philippe d'Orléans (1842-1922), comte d'Eu.
- 1061. Manuel Antonio de Acuña y Dewitte (1821-1883), marquis de Villanueva de las Torres (es), marquis de Bedmar (es), marquis d'Escalona, comte d'Obedos (es).
- 1062. Gustave V (1858-1950), roi de Suède.

### Chevalier nommé en 1882 par Alphonse XII
- 1063. Jules Grévy (1807-1891), président de la République française.

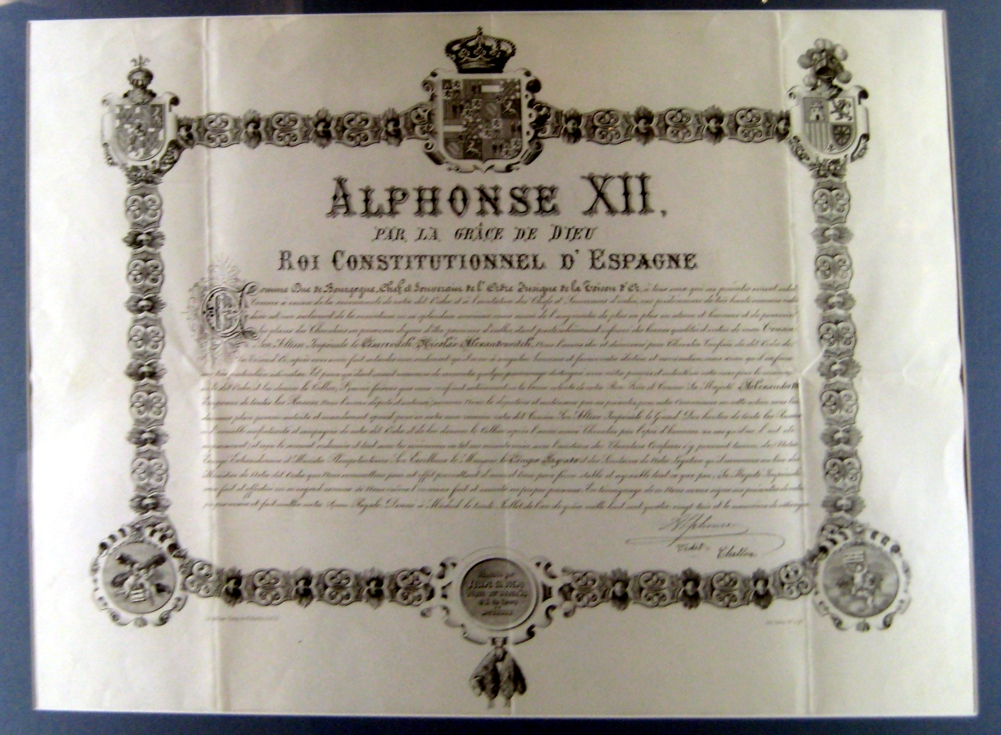
Diplôme du tsar Nicolas II.

### Chevaliers nommés en 1883 par Alphonse XII
- 1064. Nicolas II (1868-1918), tsarévitch puis empereur de Russie.
- 1065. Frédéric VIII (1843-1912), roi de Danemark.
- 1066. Albert Guillaume Henri de Hohenzollern (1862-1929), prince de Prusse.
- 1067. Mutsu Hito (1852-1912), empereur du Japon.
- 1068. Alphonse Henri de Bragance (1865-1920), infant de Portugal, duc de Porto.

### Chevaliers nommés en 1884 par Alphonse XII
- 1069. José Posada Herrera (1815-1885).
- 1070. Fernando Calderón de la Barca y Collantes (en) (1811-1890), 1er marquis de Reinosa (es) .
- 1071. Rafael de Bustos y Castilla[106],[107],[108],[109] (1807-1894), 8e marquis de Corvera (es).

## Régence de la reine Marie-Christine

### Chevaliers nommés en 1886 sous la régence de Marie-Christine
- 1072. Alphonse XIII (1886-1941), roi d'Espagne, neuvième chef et souverain de la maison de Bourbon d'Espagne (1886-1931), prétendant légitimiste au trône de France (1936-1941).
- 1073. Auguste de Portugal, duc de Coimbra, infant de Portugal.
- 1074. Cardinal Ludovico Jacobini (1832-1887).
- 1075. José Gutiérrez de la Concha (1809-1895), 1er marquis de La Habana (es) (1857), président du gouvernement espagnol (1868).

### Chevaliers nommés en 1888 sous la régence de Marie-Christine
- 1076. Thomas de Savoie-Gênes (1854-1931), prince de Savoie, duc de Gênes.
- 1077. Charles Ier (1823-1891), roi de Wurtemberg.
- 1078. Alfred Ernest Albert (1844-1900), duc d'Edimbourg (1866), 3e duc de Saxe-Cobourg et Gotha (1893-1900).

### Chevaliers nommés en 1889 sous la régence de Marie-Christine
- 1079. Constantin (1868-1923), prince héritier puis roi de Grèce (Constantin Ier, 1920–1922).

### Chevaliers nommés en 1890 sous la régence de Marie-Christine
- 1080. José Joaquín Álvarez de Toledo y Silva (es) (1826-1900), 18e duc de Medina Sidonia.

### Chevaliers nommés en 1891 sous la régence de Marie-Christine
- 1081. Práxedes Mateo Sagasta et Escolar (1827-1903).
- 1082. Vladimir Alexandrovitch Romanov (1847-1909), grand-duc de Russie.
- 1083. Albert Frédéric Guillaume (1837-1906), prince de Prusse, régent duché de Brunswick.

### Chevaliers nommés en 1892 sous la régence de Marie-Christine
- 1084. Guillaume II (1848-1921), roi de Wurtemberg.
- 1085. Cristóbal Colón de la Cerda (es) y Gante (1837-1910), 14e duc de Veragua, marquis de la Jamaica, fils de Pedro Colón y Ramirez de Baquedano[94] (1801-1866), 13e duc de Veragua, 12e duc de la Vega (es), 12e marquis de la Jamaica (no 1016).
- 1086. Louis-Philippe de Bragance (1887-1908), prince héritier de Portugal.

### Chevaliers nommés en 1893 sous la régence de Marie-Christine
- 1087. George Frederick Ernest Albert (1865-1936), duc d'York (1892-1910), roi du Royaume-Uni et des dominions britanniques, empereur des Indes (George V, 1910-1935), roi d'Irlande (1921-1936).

### Chevaliers nommés en 1895 sous la régence de Marie-Christine
- 1088. Guillermo Chacón y Maldonado[110] (1813-1899), capitaine général de l'armée royale espagnole (es), commandeur de l'ordre de Charles III d'Espagne[111].
- 1089. José Elduayen Gorriti (en) (1823-1898), marquis del Pazo de la Merced.
- 1090. Eugenio Montero Ríos (1832-1914), ministre de la Grâce et de la Justice puis ministre de l'Équipement et président du gouvernement espagnol (1905).

### Chevaliers nommés en 1896 sous la régence de Marie-Christine
- 1091. Georges Alexandrovitch Romanov (1871-1899), grand-duc de Russie puis tsarévitch (1894-1899).
- 1092. Yoshi Hito (1879-1926), prince héritier puis empereur du Japon (Taishō Tennō, 1912-1926).

### Chevaliers nommés en 1897 sous la régence de Marie-Christine
- 1093. Ferdinand-Pie de Bourbon-Siciles (1869-1960), « duc de Calabre ».

### Chevaliers nommés en 1898 sous la régence de Marie-Christine
- 1094. Félix Faure (1841-1899), président de la République française.

### Chevaliers nommés en 1900 sous la régence de Marie-Christine
- 1095. Frédéric Guillaume (1882-1951), prince de Prusse, prince héritier d'Allemagne.
- 1096. Enríque Ramírez de Saavedra y Cueto[112] (1828-1914), 4e duc de Rivas (es), marquis de Andia, membre de l'Académie royale espagnole.
- 1097. Carlos Maria Stuart Fitz James et Portocarrero (1849-1901), 9e duc de Berwick, 16e duc d'Alba.
- 1098. Alejandro Llorente y Lannas (es) (1914-1901), ministre d'État (Ministre des Affaires étrangères : 1864).

### Chevaliers nommés en 1901 sous la régence de Marie-Christine
- 1099. Charles de Bourbon-Siciles (1870-1949), « prince des Deux-Siciles », infant d'Espagne, époux de Mercedes de Borbón (1880-1904), princesse des Asturies, héritière présomptive du trône espagnol (1881-1904).
- 1100. Christian (1870-1947), prince héritier puis roi de Danemark (Christian X, 1912-1947).
- 1101. Alphonse de Bourbon-Siciles (1901-1964), « prince des Deux-Siciles », « duc de Calabre », infant d'Espagne, fils du prince Carlos (no 1099) et de la princesse des Asturies.
- 1102. Mikhaïl Alexandrovitch Romanov (1878-1918), grand-duc de Russie.

### Chevaliers nommés en 1902 sous la régence de Marie-Christine
- 1103. Carlos Manuel Martínez de Irujo y del Alcázar[113] (1846-1909), 9e duc de Sotomayor (es), 3e marquis de Casa-Irujo (es), grand-croix de l'ordre de Notre-Dame de l'Immaculée Conception de Vila Viçosa (no 507, 1894), fils de Carlos Martínez de Irujo y McKean.
- 1104. Eugène Napoléon (1865-1947), prince de Suède, duc de Néricie (en suédois : Närke), chevalier de l'ordre du Lion norvégien.
- 1105. Arthur Guillaume (1850-1942), prince britannique (en), duc de Connaught et Strathearn (en).
- 1106. Vajiravudh (1881-1925), prince héritier puis roi de Siam (Rama VI, 1910-1925).
- 1107. Émile Loubet (1838-1929), président de la République française.

## Sous le roi Alphonse XIII
Alphonse XIII (1886-1941), roi d'Espagne, neuvième chef et souverain de la maison de Bourbon d'Espagne (1886-1931), prétendant légitimiste au trône de France (1936-1941).

### Chevaliers nommés en 1902 par Alphonse XIII
- 1108. Ernest-Auguste II de Hanovre (1845-1923), 3e duc de Cumberland et Teviotdale.
- 1109. Mozzafar-al-Din Shah (1853-1907), shah d'Iran.

### Chevaliers nommés en 1903 par Alphonse XIII
- 1110. Ferdinand de Bourbon (1903-1905) (es), prince des Deux-Siciles, infant d'Espagne, fils de Charles de Bourbon-Siciles (1870-1949) (no 1099).
- 1111. Carlos Valcárcel y Ussel de Guimbarda (es) (1819-1903).
- 1112. Honorio de Samaniego y Pando (1833-1917), marquis de Miraflores (es), comte de Villapaterna (es).
- 1113. Alejandro Pidal y Mon (1846-1907), marquis de Pidal (es).
- 1114. Antonio Aguilar y Correa (1824-1908), marquis de la Vega de Armijo (es).
- 1115. Ernesto Hintze Ribeiro (1849-1907).

### Chevalier nommé en 1904 par Alphonse XIII
- 1116. Marcelo Azcárraga Palmero (1832-1915).

### Chevaliers nommés en 1905 par Alphonse XIII
- 1117. Ferdinand-Marie de Bavière (1884-1958), infant d'Espagne, époux de l'infante Marie-Thérèse de Bourbon.
- 1118. Bernard Henri (1849-1929), prince von Bülow, chancelier de l’Empire allemand (1900-1909).

### Chevalier nommé en 1906 par Alphonse XIII
- 1119. Alphonse de Bavière (1862-1933), prince de Bavière.

### Chevaliers nommés en 1907 par Alphonse XIII
- 1120. Alphonse Pie de Bourbon (1907-1938), prince des Asturies, « comte de Covadonga ».
- 1121. Alphonse Marie François d'Orléans (1886-1975), infant d'Espagne, fils d'Antoine d'Orléans (1866-1930), infant d'Espagne, 4e duc de Galliera (no 1059).

### Chevaliers nommés en 1908 par Alphonse XIII
- 1122. Manuel II (1889-1932), roi de Portugal.
- 1123. José López Domínguez (1829-1911).
- 1124. Fernando Primo de Rivera y Sobremonte (1831-1921), marquis d'Estella.

### Chevalier nommé en 1909 par Alphonse XIII
- 1125. Adalbert de Bavière (1886-1970), prince de Bavière.

### Chevaliers nommés en 1910 par Alphonse XIII
- 1126. Gustave Adolphe (1882-1973), prince héritier puis roi de Suède (Gustave VI Adolphe, 1950-1973).
- 1127. Haakon VII (1872-1957), roi de Norvège.
- 1128. Ernest-Louis de Hesse-Darmstadt (1868-1937), grand-duc de Hesse (Louis V, 1892-1918).
- 1129. Fernando León y Castillo (1842-1918), marquis del Muni.

### Chevaliers nommés en 1911 par Alphonse XIII
- 1130. José Messía y Gayoso de los Cobos (1853-1917), 4e duc de Tamames.
- 1131. Alejandro Groizard y Gómez de la Serna (en) (1830-1919).
- 1132. Andrés Avelino de Salabert y Arteaga[114] (1864-1925), 8e marquis de la Torrecilla (es) (1885-1925), 10e duc de Ciudad Real (es) (1888-1925), 9e marquis de Navahermosa, 11e comte de Aramayona, 7e vicomte de Linares (es) (1880-1925).
- 1133. Manuel Aguirre de Tejada (es) O'Neal y Eulato (1829-1911), 1er comte de Tejada de Valdeosera.
- 1134. José de Echegaray y Eizaguirre (1832-1916).

### Chevalier nommé en 1912 par Alphonse XIII
- 1135. Édouard (1894-1972), prince de Galles (1910-1936) puis roi du Royaume-Uni, et des dominions britanniques, empereur des Indes (1936), puis duc de Windsor (1936-1972).

### Chevaliers nommés en 1913 par Alphonse XIII
- 1136. Raymond Poincaré (1860-1934), président de la République française.
- 1137. Francisco Javier Azlor de Aragón e Idiáquez (1842-1919), 16e duc de Villahermosa, 6e duc de Granada de Ega (es), 13e comte de Luna (Aragon) (es).
- 1138. Luis Pidal y Mon (es) (1842-1913), 2e marquis de Pidal (es).
- 1139. Valeriano Weyler (1838-1930), 1er marquis de Ténérife (es), 1er duc de Rubí (es).

### Chevaliers nommés en 1914 par Alphonse XIII
- 1140. Juan Bautista Viniegra y Mendoza (1842-1918), comte de Villamar.
- 1141. Manuel Felipe María Falcó y Osorio, d'Adda y Gutiérrez de los Ríos[115] (1856-1927), 8e marquis de la Mina (es), 4e duc de Fernán Núñez (es), 10e comte de Puertollano (es), chevalier de l'ordre de Charles III d'Espagne (1908).
- 1142. Claudio López Bru (es) (1853-1925), 2e marquis de Comillas (es).
- 1143. Philippe Emmanuel d'Orléans (1872-1931), « duc de Vendôme ».
- 1144. Auguste-Étienne de Croÿ[116],[117],[118] (1872-1932), prince de Croÿ-Solre.

### Chevalier nommé en 1915 par Alphonse XIII
- 1145. Fermín de Lasala y Collado (es) (1830-1917), duc de Mandas (es).

### Chevaliers nommés en 1916 par Alphonse XIII
- 1146. Philippe de Bourbon (1885-1949), prince des Deux-Siciles, frère de Ferdinand-Pie de Bourbon-Siciles, duc de Calabre (no 1093), fils d'Alphonse de Bourbon-Siciles (1841-1934).
- 1147. Joaquín Ignacio de Arteaga y Echagüe Silva y Méndez de Vigo (1870-1948), 17e duc del Infantado, marquis de Santillana, comte de Corres et comte de Santiago.

### Chevaliers nommés en 1919 par Alphonse XIII
- 1148. Genaro de Bourbon-Siciles (1882-1944), prince des Deux-Siciles, frère de Ferdinand-Pie de Bourbon-Siciles, duc de Calabre (no 1093), fils d'Alphonse de Bourbon-Siciles (1841-1934).
- 1149. Rénier de Bourbon-Siciles (1883-1973), prince des Deux-Siciles, « duc de Castro », frère de Ferdinand-Pie de Bourbon-Siciles, duc de Calabre (no 1093), fils d'Alphonse de Bourbon-Siciles (1841-1934), duc de Castro.
- 1150. Alberto Manso de Velasco et Chaves (1834-1922), marquis de marqués de Rivas de Jarama (es), 6e comte de Superunda (es).

### Chevaliers nommés en 1920 par Alphonse XIII
- 1151. Antonio Maura y Montaner (1853-1925).
- 1152. Gabriel de Bourbon-Siciles (1897-1975), prince des Deux-Siciles, frère de Ferdinand-Pie de Bourbon-Siciles, duc de Calabre (no 1093), fils d'Alphonse de Bourbon-Siciles (1841-1934).

### Chevalier nommé en 1921 par Alphonse XIII
- 1153. Jacques de Bourbon (1908-1975), infant d'Espagne, « duc de Ségovie » (1935), puis chef de la maison royale d'Espagne, prétendant au trône d'Espagne[119] et grand-maître de l'ordre (1941[120]–1975), chef de la maison royale de France, prétendant aux trônes de France et de Navarre (1941–1975), « duc d'Anjou » (1946), « duc de Madrid » (1964) et « duc de Tolède » (1969).

### Chevaliers nommés en 1923 par Alphonse XIII
- 1154. Léopold (1901-1983), prince héritier de Belgique et duc de Brabant, puis roi des Belges (Léopold III, 1934-1951).
- 1155. Luis Alfonso de Bavière (1906-1983), infant d'Espagne, fils de l'infante Marie Thérèse d'Espagne (1882-1912) (en).
- 1156. Humbert (1904-1983), prince de Piémont puis roi d'Italie (Humbert II, 1946).

### Chevaliers nommés en 1924 par Alphonse XIII
- 1157. Henri de Mecklembourg-Schwerin (1876-1934), prince de Mecklembourg, fils de Frédéric-François II, grand-duc de Mecklembourg-Schwerin, prince consort des Pays-Bas.
- 1158. José Eugenio de Bavière (es) (1909-1966), prince de Bavière, infant d'Espagne, fils de l'infante Marie-Thérèse de Bourbon.

### Chevaliers nommés en 1925 par Alphonse XIII
- 1159. Alberto de Borbón y Castellví (1854-1939), 1er duc de Santa Elena, fils de Henri de Bourbon (1823-1870), 1er duc de Séville, neveu de François d'Assise de Bourbon, duc de Cadix et roi consort d'Espagne (no 902).
- 1160. Galeazzo (1850-1931), comte de Thun-Hohenstein (de), 75e grand-maître de l'ordre souverain de Malte.

### Chevaliers nommés en 1926 par Alphonse XIII
- 1161. Jacobo Fitz-James Stuart y Falcó (1878-1954), 10e duc de Berwick, 17e duc d'Albe de Tormes.
- 1162. Gaston Doumergue (1863-1937), président de la République française.
- 1163. José de Saavedra y Salamanca[121],[122] (1870-1927), 2e marquis de Viana (es), chevalier de l'ordre de Charles III d'Espagne (1926).

### Chevaliers nommés en 1927 par Alphonse XIII
- 1164. Francisco de Paula de Borbón y Castellví (1853-1942), frère de Alberto de Borbón y Castellví, 1er duc de Santa Elena, fils de Henri de Bourbon (1823-1870), 1er duc de Séville.
- 1165. Juan de Borbón (1913-1993), infant d'Espagne, puis se prétend « chef de la maison royale d'Espagne », prétendant au trône d'Espagne, « comte de Barcelone » et « grand-maître de l'Ordre » (1941–1977).
- 1166. Gonzalve de Bourbon (1914-1934), infant d'Espagne, frère du précédent.
- 1167. Mariano de Silva et Carvajal Fernandez de Cordoba y Salabert (Mariano de Silva-Bazán y Carvajal-Vargas)[123] (1875-1940), 13e marquis de Santa Cruz de Mudela, chevalier de l'ordre de Charles III d'Espagne (1919).

### Chevalier nommé en 1928 par Alphonse XIII
- 1168. Hiro-Hito (1901-1989), empereur du Japon.

### Chevalier nommé en 1929 par Alphonse XIII
- 1169. Luis Fernández de Córdoba y Salabert (es) (1880-1956), 17e duc de Medinaceli.

### Chevalier nommé en 1930 par Alphonse XIII
- 1170. Ernest Louis Henry Lamoral (1857-1937), 10e prince de Ligne, petit-fils de Eugène Ier de Ligne (no 971).

### Chevaliers nommés en 1931 par Alphonse XIII
- 1171. Paul von Hindenburg (1847-1934), maréchal et président du Reich allemand.
- 1172. Carlos María Cortezo y Prieto (es) (1850-?).
- 1173. Juan Bautista Aznar-Cabañas (1860-1933).
- 1174. Luis de Silva et Carvajal[124] (1876-1935), duc de Miranda (es), comte de l'Unión, frère de Mariano de Silva-Bazán (no 1167).

## Sous Jacques de Bourbon, duc d'Anjou et de Ségovie
Jacques de Bourbon, duc d'Anjou et de Ségovie, chef de la maison de Bourbon, prétendant au trône d'Espagne. N'étant pas roi d'Espagne, les nominations qu'il fit sont non officielles et de courtoisie.

### Chevalier nommé en 1963 par Jacques de Bourbon
- Pierre II[125] (1923-1970), roi de Yougoslavie.

### Chevaliers nommés en 19.. par Jacques de Bourbon
- Irakly Bagration de Géorgie[125] (1909-1977), prétendant au trône de Géorgie.
- Francisco de Paula de Borbón[126] (1912-1995).

### Chevaliers nommés en 1968 par Jacques de Bourbon
- William Anders[125] (1933-2024), astronaute de la mission Apollo 8.
- Frank Borman[125] (1928-2023), astronaute de la mission Apollo 8.
- James Lovell[125] (1928-2025), astronaute de la mission Apollo 8.

### Chevalier nommé en 1971 par Jacques de Bourbon
- Alphonse de Bourbon[125] (1936-1989), duc de Bourbon (1950), puis duc de Cadix (1972), futur prétendant au trône de France (1975–1989) et « duc d'Anjou » (1975).

### Chevalier nommé en 1972 par Jacques de Bourbon
- Francisco Franco Bahamonde[127] (1892-1975), chef de l'État espagnol.

### Chevaliers nommés à une date inconnue par Jacques de Bourbon
- Jacques de Bauffremont[128] (1922-2020), duc de Bauffremont.
- Jean-Héracle de Polignac[129] (1914-1999), duc de Polignac.

## Sous don Juan de Bourbon, comte de Barcelone
Don Juan de Borbón (1913-1993), comte de Barcelone et prétendant au trône d'Espagne. N'étant pas roi d'Espagne, les nominations qu'il a fait sont non officielles et de courtoisie. Elles ont toutefois été reconnues par Modèle:Juan Carlos Ier après son avènement en 1975, les personnes qui ont été décorées, dont lui-même, par le comte de Barcelone ayant été autorisées à porter les insignes en Espagne,.

### Chevalier nommé en 1941 par don Juan
- Juan Carlos de Borbón y Borbón-Dos Sicilias (né en 1938), prince des Asturies, puis roi d'Espagne (Juan Carlos Ier) et grand-maître de l'Ordre de 1975 à 2014.

### Chevalier nommé en 1960 par don Juan
- Baudouin Ier (1930-1993), roi des Belges.

### Chevalier nommé en 1962 par don Juan
- Paul Ier (1901-1964), roi de Grèce.

### Chevaliers nommés en 1964 par don Juan
- Charles de Bourbon (1938-2015), prince des Deux-Siciles, duc de Calabre.
- Constantin II (1940-2023), roi de Grèce (1964-1973).

## Sous Juan CarlosIer
Juan Carlos Ier (1938), roi d'Espagne, dixième chef et souverain de la maison de Bourbon d'Espagne.

### Chevaliers nommés en 1977 par Juan CarlosIer
- 1175. Nicolás Cotoner y Cotoner (es)[132] (1905-1996), 22e marquis de Mondéjar (es).
- 1176. Torcuato Fernández Miranda[132] (1915-1980), duc de Fernández-Miranda.
- 1177. Beltrán Alfonso Osorio y Díez de Rivera (es)[133] (1919-1994), 18e duc d'Albuquerque.

### Chevaliers nommés en 1981 par Juan CarlosIer
- 1178. Felipe de Borbón y Grecia (1968), prince des Asturies.
- 1179. José María Pemán[134] (1897-1981).

### Chevalier nommé en 1982 par Juan CarlosIer
- 1180. Olav V[135] (1903-1991), roi de Norvège.

### Chevaliers nommés en 1983 par Juan CarlosIer
- 1181. Carl XVI Gustaf (1946), roi de Suède.
- 1182. Jean (1921-2019), grand-duc de Luxembourg.

### Chevaliers nommés en 1985 par Juan CarlosIer
- 1183. Akihito (1933), prince héritier puis empereur du Japon (1989-2019).
- 1184. Hussein (1935-1999), roi de Jordanie.
- 1185. Beatrix (1938), reine des Pays-Bas.
- 1186. Marguerite II (1940), reine de Danemark.

### Chevalier nommé en 1988 par Juan CarlosIer
- 1187. Élisabeth II (1926-2022), reine du Royaume-Uni et des royaumes du Commonwealth.

### Chevalier nommé en 1994 par Juan CarlosIer
- 1188. Albert II (1934), roi des Belges.

### Chevalier nommé en 1995 par Juan CarlosIer
- 1189. Harald V (1937), roi de Norvège.

### Chevalier nommé en 2004 par Juan CarlosIer
- 1190. Simeon Sakskoburggotski (1937), 3e roi des Bulgares (1943-1946), 5e ministre-président bulgare.

### Chevalier nommé en 2006 par Juan CarlosIer
- 1191. Bhumibol Adulyadej (1927-2016), roi de Thaïlande (Rama IX).

### Chevaliers nommés en 2007 par Juan CarlosIer
- 1192. Henri (1955), grand-duc de Luxembourg.
- 1193. Adolfo Suárez González (1932-2014), duc de Suárez.
- 1194. Abdallah ben Abdelaziz Al Saoud (1924-2015), roi d'Arabie saoudite

### Chevaliers nommés en 2010 par Juan CarlosIer
- 1195. Francisco Javier Solana de Madariaga[136] (1942), secrétaire général de l'OTAN (1995-1999), secrétaire général du Conseil de l'Union européenne, Haut Représentant pour la politique étrangère et de sécurité commune et secrétaire général de l'Union de l'Europe occidentale (1999-2009)
- 1196. Víctor García de la Concha (es)[136] (1934-), directeur de l'Académie royale espagnole (1998-2010).

### Chevalier nommé en 2011 par Juan CarlosIer
- 1197. Nicolas Sarkozy (1955), président de la République française [137]

### Chevalier nommé en 2014 par Juan CarlosIer
- 1198. Enrique Valentín Iglesias (1930), président de la Banque interaméricaine de développement (1988-2005), secrétaire général du Secrétariat ibéro-américain (2005-2014) [138]

## Sous Philippe VI

### Chevalier nommé en 2015
- 1199. Leonor de Borbón y Ortiz (2005), princesse des Asturies[139].

### Chevalier nommé en 2024
- 1200. Sophie de Grèce (1938), ancienne reine consort d'Espagne[140].